# Peter Falk
Peter Michael Falk (Nueva York, 16 de septiembre de 1927-Beverly Hills, 23 de junio de 2011) fue un actor estadounidense. Alcanzó popularidad internacional como intérprete del detective Columbo (Colombo en España) en la serie de televisión homónima, por la cual fue premiado con cuatro Premios Emmy y un Globo de Oro. Desarrolló también una importante carrera en el cine, donde fue nominado en dos ocasiones a los premios Oscar.

## Biografía

### Primeros años
Era hijo de Michael Falk y Madeline Hauser Falk y descendiente de Miksa Falk, editor del periódico húngaro liberal Pester Lloyd. Sus padres eran judíos, provenientes de Rusia y Polonia.
A los tres años de edad le extirparon el ojo derecho debido a que se le desarrolló un retinoblastoma, hecho que lo llevó a tener que usar un ojo de cristal que le provocaba un leve estrabismo, por el que fue mundialmente famoso pero que también condicionó su carrera profesional.
Estudió en el instituto de Ossining (condado de Westchester, Nueva York). Cuando tenía 12 años subió por primera vez a un escenario con la obra Piratas de Penzance. Después de graduarse, intentó alistarse en los marines de los Estados Unidos durante la Segunda Guerra Mundial, pero fue rechazado debido a su ojo de cristal. Decidido a hacerse a la mar, trabajó durante un año como cocinero en un barco mercante, antes de licenciarse en Ciencias Políticas en el The New School en 1951 y conseguir un máster de administración pública en la Universidad de Siracusa en 1953. Intentó trabajar para la CIA antes de convertirse en director de análisis de la Oficina Presupuestaria de Connecticut en Hartford.

### Inicios y éxito
Más tarde, decidió estudiar interpretación en el teatro White Barn de Westport (Connecticut) en 1956, a la edad de 29 años, por lo que se trasladó a Greenwich Village. Su primer papel profesional fue en el circuito teatral del Off Broadway, con el Don Juan de Molière; el estreno fue en el Fourth Street Theatre el 3 de enero de 1956. Durante los siguientes años, estuvo trabajando en todos los escenarios alternativos de Nueva York. 
En 1960 se trasladó a Hollywood para iniciar su carrera en el cine. En 1961, debuta en El sindicato del crimen (Murder, Inc.), interpretación que le vale su primera nominación como mejor actor de reparto al Oscar. Ese mismo año también recibe una nominación a los premios Emmy por su papel de drogadicto en The Law and Mister Jones. En 1961, nuevo papel de Peter Falk y nueva nominación como mejor actor secundario para los Oscar; en esta ocasión por el largo de Frank Capra Un gángster para un milagro (1961) (Pocketful of Miracles). Y también fue nominado a los Emmy por The Prince of tomatoes que, esta vez sí que ganó.
A pesar de los citados trabajos, Falk no llegó a despuntar como una estrella típica de Hollywood, en parte por su discapacidad ocular. Se cuenta que el jefe de la productora Columbia Pictures, Harry Cohn, descartó ficharle porque le faltaba un ojo: «Por el mismo precio, tengo un actor con dos».

### Nace el detective Columbo

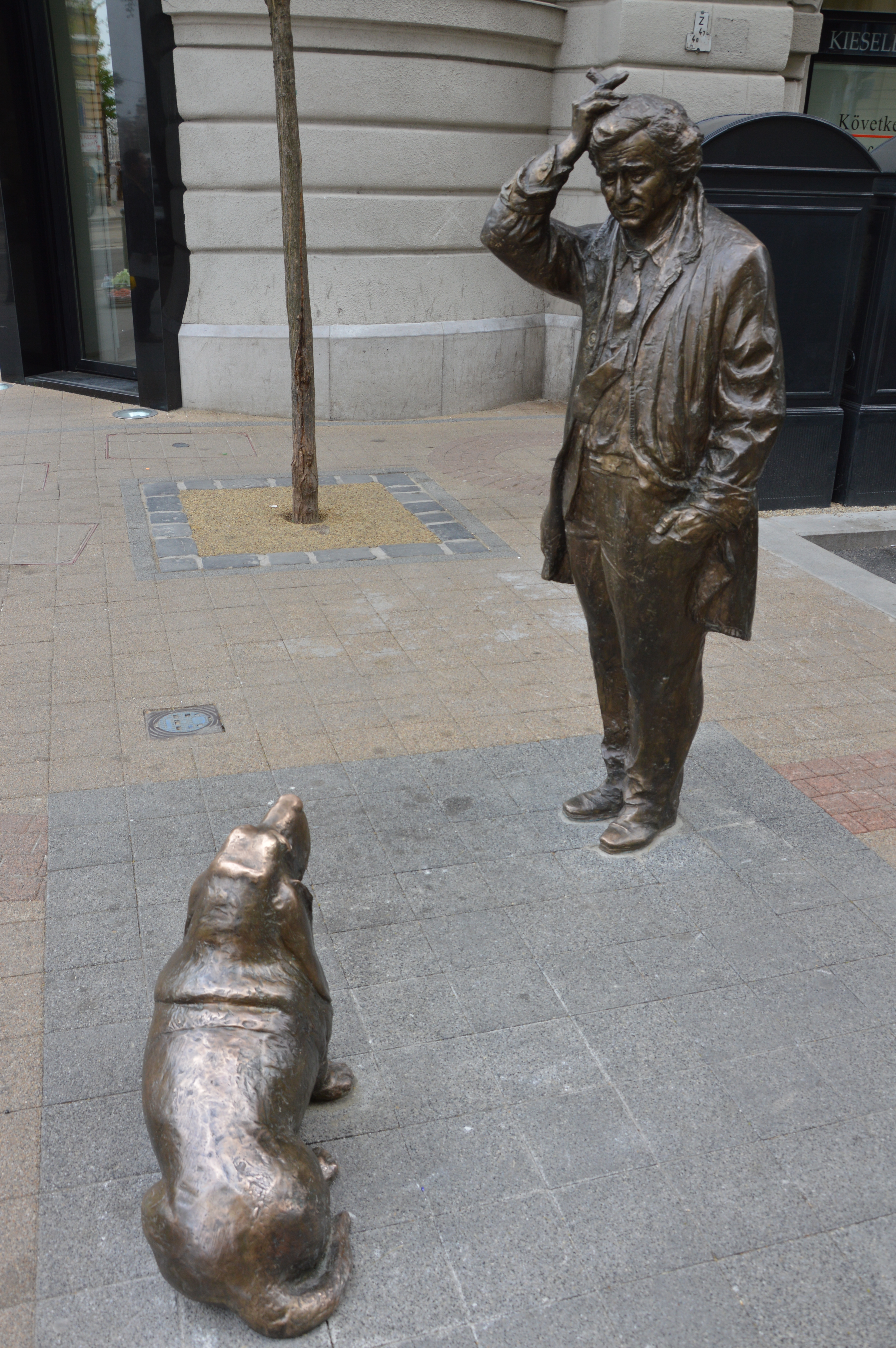
Estatua de Peter Falk como Columbo junto a su perro en Budapest, Hungría.

En 1965, consiguió un grado importante de popularidad por su interpretación de Daniel O'Brien en The trials of O'Brien. Pero no sería hasta la encarnación de un tímido y olvidadizo detective Columbo en la serie del mismo nombre (llamada "Colombo" en España) por lo que Falk llegaría al estrellato.
Pensado como una sola entrega en formato telefilme, la primera aparición de Columbo fue Prescription: Murder el 20 de febrero de 1968 por la cadena NBC y fue un éxito total. Debido a eso, la NBC encargó una segunda película, que se estrenó el 1 de marzo de 1971 bajo el título Ransom for a Dead Man, segundo telefilm de Columbo al que se puede considerar como piloto para la serie que siguió después.
Vestido siempre con la misma gabardina, camisa, corbata y zapatos a lo largo de todos los episodios, Columbo era la antítesis del detective. A pesar de ser despistado y olvidadizo (aunque probablemente fingiéndolo), Columbo siempre llegaba al fin de las investigaciones acusando al verdadero culpable. 
La inmensa popularidad del personaje tuvo su cénit en 1975, cuando el salario de Falk subió a 125.000 dólares (uno de los más altos de la época) por episodio y recibió cuatro premios Emmy por su interpretación y un Globo de Oro. Columbo finalizó su primera época en 1977-1978. Diez años después, el detective retornó en una serie de telefilmes, aunque sin emitirse con regularidad.

### Fuera de la teleserieColumbo

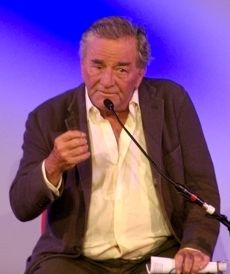
2007.

Falk fue alternando su trabajo como detective Columbo con otros proyectos. Es famoso su duelo interpretativo junto a Alan Arkin en la película de Arthur Hiller Los suegros, o sus aportaciones a las películas de John Cassavetes (Una mujer bajo la influencia, Un hombre en apuros) o de Wim Wenders (El cielo sobre Berlín, Tan lejos, tan cerca). Además, en 1972 obtuvo un premio Tony por su papel en la comedia de Neil Simon The Prisoner of Second Avenue, que interpretó en Broadway.
Además se dedicó a la pintura, donde también fue reconocido por la crítica.[cita requerida]

### Últimos años: conflicto familiar y enfermedad
En diciembre de 2008 su hija Catherine Falk (detective en la vida real) presentó ante la Corte Suprema de Los Ángeles documentos que prueban que su padre podía ser «engañado para realizar transferencias de propiedades», debido a que padecía Alzheimer y demencia senil, por lo que argumentaba que ella debía manejar sus asuntos. Catherine Falk también declaró que la segunda esposa de Peter Falk, Shera Danese, les ha impedido «de forma cruel» a ella «y a otros» visitar a su padre desde mediados de 2008. Estas declaraciones estuvieron rodeadas de sospechas, ya que la relación entre Falk y su hija (una de las dos que adoptó durante su matrimonio con Alice Mayo) estaba muy deteriorada desde que en 1992 Catherine le denunció porque el actor, supuestamente, había dejado de pagar sus gastos universitarios. La mujer de Peter Falk, Shera Danese, publicó en junio de 2009 un comunicado en la página web del actor declinando toda aparición pública para hablar del tema, y suspendiendo la actividad de dicha página web.
Finalmente, cuando ya casi no reconocía a nadie, falleció en su rancho de Beverly Hills, el 23 de junio de 2011. Sus restos mortales descansan en el Cementerio Westwood Village Memorial Park de Los Ángeles.

## Filmografía
- Columbo (llamada así también en Hispanoamérica y Colombo en España). Primera emisión 20 de febrero de 1968, Última emisión 30 de enero de 2003.
- 1958 - Muerte en los pantanos (Wind Across the Everglades), de Nicholas Ray.
- 1960 - El sindicato del crimen (Murder, Inc.), de Burt Balaban.
- 1961 - Un gángster para un milagro (Pocketful of Miracles), de Frank Capra.
- 1963 - El mundo está loco, loco, loco (It's a mad, mad, mad world), de Stanley Kramer.
- 1964 - Cuatro gángsters de Chicago (Robin and the 7 Hoods), de Gordon Douglas.
- 1965 - La carrera del siglo (The Race), de Blake Edwards.
- 1966 - Penelope, de Arthur Hiller.
- 1968 - La batalla de Anzio, de Edward Dmytryk.
- 1969 - La fortaleza  (Castle Keep), de Sydney Pollack.
- 1970 - A Step Out of Line, de Bernard McEveety.
  - Maridos. (Husbands), de John Cassavetes.
- 1974 - Una mujer bajo la influencia (A Woman Under the Influence), de John Cassavetes.
- 1975 - Un cadáver a los postres (Murder by, death), de Robert Moore.
  - Mikey and Nicky (Mikey and Nicky), de Elaine May.
- 1976 - Griffin & Phoenix: A love story (Griffin), de Daryl Duke.
- 1978 - Un detective barato (The cheap detective), Robert Moore.
- 1979 - Los suegros (The In-Laws), de Arthur Hiller.
- El mayor robo del siglo (The Brink’s Job), de William Friedkin.
- 1985 - Un hombre en apuros (Big Trouble), de John Cassavetes.
- 1987 - Cielo sobre Berlín (Der Himmel über Berlin), de Wim Wenders.
  - La princesa prometida (The Princess Bride), de Rob Reiner.
  - Happy New Year (Happy New Year), de John G. Avildsen.
- 1988 - El misterio de la pirámide de oro (Vibes), de Ken Kwapis.
- 1989 - Mi rebelde Cookie (Cookie), de Susan Seidelman.
- 1990 - Realidad y ficción (Tune in Tomorrow...), de Jon Amiel.
  - Un espíritu nos persigue (In the Spirit), de Sandra Seacat.
- 1993 - Tan lejos, tan cerca (In weiter Ferne, so nah!), de Wim Wenders.
- 1995 - Compañeros de habitación (Roommates), de Peter Yates.
  - La pareja chiflada (The Sunshine Boys), de John Erman.
- 1997 - Acoso sin fin (Pronto), de Jim McBride.
- 1998 - Tiempo de venganza (Vig), de Graham Theakston.
- 2000 - Una tormenta de verano (A Storm in Summer), de Robert Wise.
- 2001 - Corky Romano (Corky Romano), de Rob Pritts.
  - El mundo perdido (The Lost World), de Stuart Orme.
  - Un lugar sin Navidad (A Town Without Christmas), de Andy Wolk.
  - Made, de Jon Favreau.
- 2002 - Invicto  (Undisputed), de Walter Hill.
- 2003 - El naufragio del Días Salvajes (Wilder Days), de David M. Evans.
- 2004 - El espantatiburones (voz) (Shark Tale), de Bibo Bergeron, Rob Letterman y Vicky Jenson.
- 2005 - Esto es Todo Amigos, de Raymond, de Felitta
- 2005 - Checking Out, de Jeff Hare.
- 2007 - Next, de Lee Tamahori.
- 2009 - American Cowslip, de Mark David.

Para TV: parcial (véase Wikipedia Colombo.)
- 1965–1966- El extraordinario O'Brien
- 1968 - Prescription: Murder, de Richard Irving.
- 1971 - Ransom for a dead Man, de Richard Irving.
  - Homicidio de acuerdo con el libro (Columbo: Murder by the Book), de Steven Spielberg.
  - Colombo: Una mujer espera (Columbo: Lady in Waiting), de Norman Lloyd.
  - Marco para un asesinato (Columbo: Suitable for Framing), de Hy Averback.
- 1973 - Colombo: Una puntada en el crimen (Columbo: A Stitch in Crime), de Hy Averback.
  - Candidato al crimen (Columbo: Candidate for Crime), de Boris Sagal.
  - La partida más peligrosa (Columbo: The Most Dangerous Match), de Edward M. Abroms
  - Doble shock (Columbo: Double Shock), de Robert Butler.
- 1974 - Mente mutilada (Columbo: Mind Over Mayhem), de Alf Kjellin.
- 1975 - Playback (Columbo: Playback), de Bernard L. Kowalski.
- 1976 - Fuera maldita mancha (Columbo: Old Fashioned Murder), de Robert Douglas.
  - Asesinato a la antigua usanza. (Columbo: Old Fashioned Murder), de Robert Douglas.
- 1977 - ¿A que no me coges?. (Columbo: Try and Catch Me), de James Frawley.
- 1995 - Extraños compañeros de cama (Columbo: Strange Bedfellows), de Vincent McEveety.
- 2000 - Asesinato con demasiadas notas (Columbo: Murder with Too Many Notes), de Patrick McGoohan
- 2003 - A Colombo le gusta la noche (Columbo likes the Nightlife), de Jeffrey Reiner. Ep.69 y último

## Premios y distinciones
Premios Óscar
| Año  | Categoría              | Película                    | Resultado |
| ---- | ---------------------- | --------------------------- | --------- |
| 1961 | Mejor actor de reparto | El sindicato del crimen     | Nominado  |
| 1962 | Mejor actor de reparto | Un gángster para un milagro | Nominado  |

Premios Emmy
| Año  | Categoría                              | Capítulo                                         | Serie                 | Resultado |
| ---- | -------------------------------------- | ------------------------------------------------ | --------------------- | --------- |
| 1961 | Emmy al mejor actor de reparto         | "Cold Turkey"                                    | The Law and Mr. Jones | Nominado  |
| 1962 | Emmy al mejor actor principal de drama | "The Price of Tomatoes"                          | The Dick Powell Show  | Ganador   |
| 1972 | Emmy al mejor actor principal de drama | "The NBC Mystery Movie"                          | Columbo               | Ganador   |
| 1973 | Emmy al mejor actor principal de drama | "The NBC Mystery Movie"                          | Columbo               | Nominado  |
| 1974 | Emmy al mejor actor principal de drama | "The NBC Mystery Movie"                          | Columbo               | Nominado  |
| 1975 | Emmy al mejor actor principal de drama | "The NBC Mystery Movie"                          | Columbo               | Ganador   |
| 1976 | Emmy al mejor actor principal de drama | "The NBC Mystery Movie"                          | Columbo               | Ganador   |
| 1977 | Emmy al mejor actor principal de drama | "The NBC Mystery Movie"                          | Columbo               | Nominado  |
| 1978 | Emmy al mejor actor principal de drama | "The NBC Mystery Movie"                          | Columbo               | Nominado  |
| 1990 | Emmy al mejor actor principal de drama | "Columbo: Agenda for Murder"                     | TV Film               | Ganador   |
| 1991 | Emmy al mejor actor principal de drama | "Columbo: Columbo and the Murder of a Rock Star" | TV Film               | Nominado  |
| 1994 | Emmy al mejor actor principal de drama | "Columbo: It's All in the Game"                  | TV Film               | Nominado  |

### Globos de Oro
| Año  | Categoría                                         | Capítulo                                       | Serie   | Resultado |
| ---- | ------------------------------------------------- | ---------------------------------------------- | ------- | --------- |
| 1972 | Globo de Oro al mejor actor de televisión (Drama) | "The NBC Mystery Movie"                        | Columbo | Nominado  |
| 1973 | Globo de Oro al mejor actor de televisión (Drama) | "The NBC Mystery Movie"                        | Columbo | Ganador   |
| 1974 | Globo de Oro al mejor actor de televisión (Drama) | "The NBC Mystery Movie"                        | Columbo | Nominado  |
| 1975 | Globo de Oro al mejor actor de televisión (Drama) | "The NBC Mystery Movie"                        | Columbo | Nominado  |
| 1976 | Globo de Oro al mejor actor de televisión (Drama) | "The NBC Mystery Movie"                        | Columbo | Nominado  |
| 1978 | Globo de Oro al mejor actor de televisión (Drama) | "The NBC Mystery Movie"                        | Columbo | Nominado  |
| 1991 | Globo de Oro al mejor actor de televisión (Drama) | "The NBC Mystery Movie"                        | Columbo | Nominado  |
| 1992 | Globo de Oro al mejor actor de telefilm           | Columbo: Columbo and the Murder of a Rock Star | TV Film | Nominado  |
| 1994 | Globo de Oro al mejor actor de telefilm           | Columbo: It's All in the Game                  | TV Film | Nominado  |

## Doblaje

### Español de España
- Casi todas las interpretaciones fueron dobladas por Arturo López (actor) o Jesús Nieto Obejero.
  - Fuera del continente americano casi siempre se usa el doblaje de Español de España.